# Xicotepec de Juárez
Xicotepec de Juárez es una localidad del Estado mexicano de Puebla. Es cabecera del municipio de Xicotepec.

## Demografía
| Censo | Población |
| ----- | --------- |
| 1900  | 4 274     |
| 1910  | 4 294     |
| 1921  | 4 237     |
| 1930  | 4 007     |
| 1940  | 4 797     |
| 1950  | 6 686     |
| 1960  | 9 618     |
| 1970  | 12 656    |
| 1980  | 18 473    |
| 1990  | 29 901    |
| 1995  | 33 409    |
| 2000  | 35 385    |
| 2005  | 37 026    |
| 2010  | 39 803    |
| 2020  | 41 455    |